# Échangeur Judge Harry Pregerson
L'échangeur Judge Harry Pregerson (en anglais Judge Harry Pregerson Interchange) est un important échangeur routier situé près de West Athens et de Watts dans la banlieue de Los Angeles, en Californie. Il permet le passage de l'I-105 (Glenn Anderson Freeway) à l'I-110 (Harbor Freeway) et vice-versa.
Inauguré en 1993 après des travaux entrepris à la fin des années 1980, il est géré par le département des Transports de Californie (Caltrans).
La notoriété de l'échangeur est appuyée par des apparitions dans plusieurs films américains tels que La La Land, sorti en 2016.

## Description

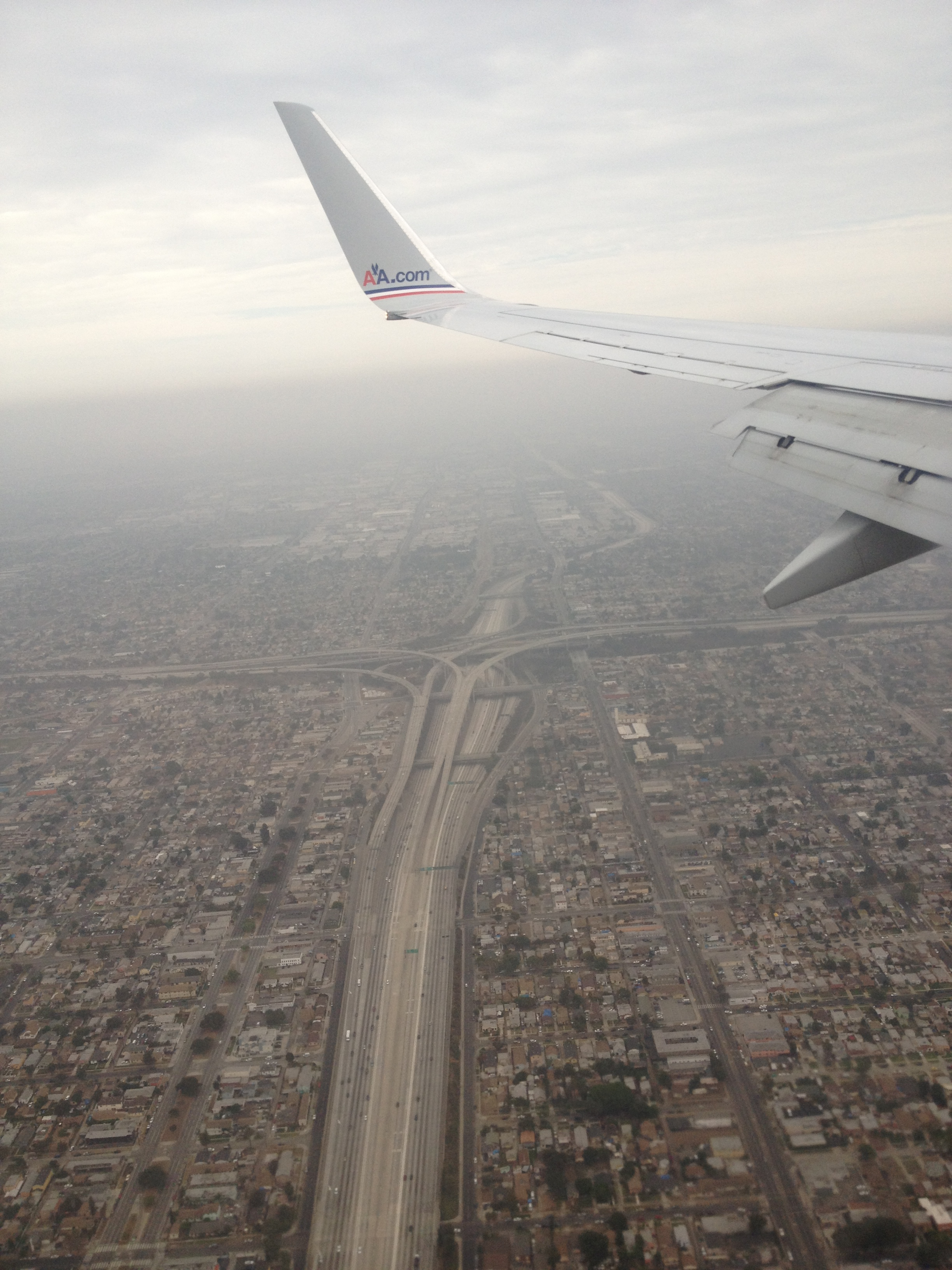
L'échangeur vu d'un avion.

L'échangeur est situé dans la région géographique de South Los Angeles, au sud du centre-ville et à proximité de l'aéroport international de la ville. Il possède cinq niveaux destinés à différentes sortes de véhicules voire de modes de transport. Une voie réservée aux véhicules à occupation multiple (abrégée en anglais HOV) est ainsi mise en place afin de diminuer la congestion du trafic.
En plus de ces voies routières, l'échangeur comprend en effet une partie de la ligne C du métro de Los Angeles, et également la ligne argentée (Silver Line) du réseau de bus à haut niveau de service du comté. Une station, notamment, se situe sous l'échangeur ; celle-ci porte le nom de Harbor Freeway,.

## Histoire

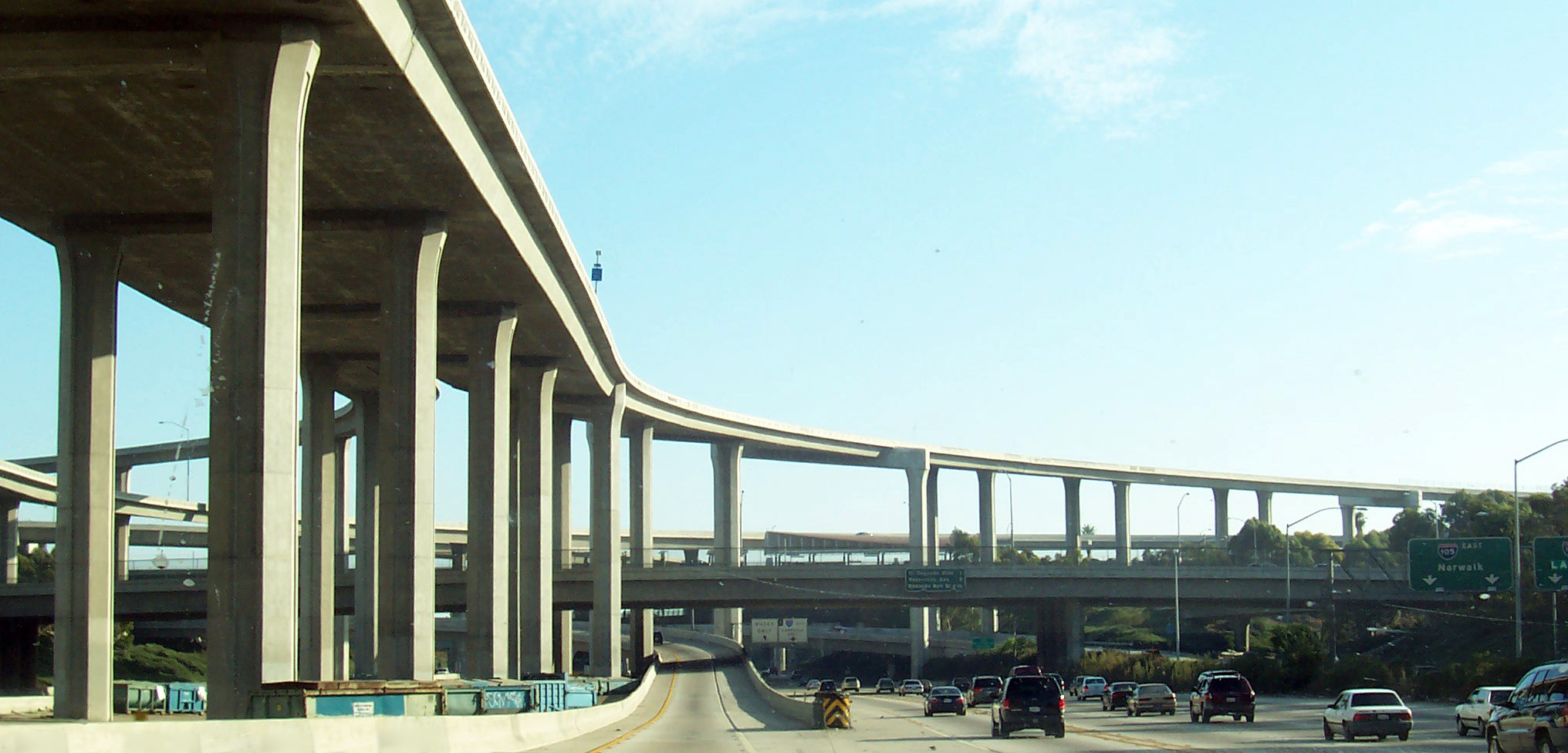
Un échangeur considéré à l'époque comme une innovation.

Initialement connu sous le nom de Century-Harbor Interchange en référence aux autres noms des Interstates 105 et 110, c'est-à-dire, respectivement, les autoroutes Century et Harbor, la construction de l'échangeur Judge Harry Pregerson démarre en 1989, avec un budget estimé à 135 millions de dollars. Certaines voies de ce dernier sont construites à près de 40 mètres de haut,.
Lors de son ouverture, il était prévu que l'échangeur puisse accueillir quelque 230 000 véhicules chaque jour.
Finalement ouvert le 14 octobre 1993, il est renommé en 2002 Judge Harry Pregerson Interchange, afin de rendre hommage à Harry Pregerson (en), un juge fédéral ayant travaillé sur le projet,.
En 1996, la Federal Highway Administration attribue à l'ouvrage un prix récompensant les efforts des ingénieurs visant à réduire la pollution de l'air, les embouteillages ainsi que les risques d'accident.

## Dans la culture populaire
L'échangeur a constitué le lieu de tournage de plusieurs films américains. La scène d'ouverture du film musical La La Land, de Damien Chazelle, y a ainsi été tournée, de même qu'une scène du film d'action Speed.